# 常印佛
常印佛（1931年7月6日—2024年4月27日），江苏泰兴人，矿床地质学家，中国科学院、中国工程院院士。

## 生平
常印佛1952年毕业于清华大学地质系。此后作为地质部直属321地质队成员前往安徽铜官山作地质勘查。1955年调往华东地质局。次年担任扬子江中下游铜矿普查队（374队）工程师。1957年又回到321地质队，担任技术负责人。1965年起，曾前往越南、阿尔巴尼亚等地从事地质勘查工作。1978年起任职于安徽省地质矿产局，历任副总工程师、副局长、总工程师等职。1991年当选中国科学院地学部学部委员（院士）。1994年当选中国工程院院士。
常印佛曾任中国地质学会理事，安徽省地质学会理事长、名誉理事长，安徽省科协副主席、中国科学技术大学地球和空间科学学院院长、南京大学内生金属矿床成矿机制研究国家重点实验室学术委员会主任等职。他还获得过国家科技进步特等奖、何梁何利基金科学与技术进步奖等奖项。2024年4月27日，常印佛因病抢救无效在合肥去世，享年92岁。